# 白幡神社 (千葉市)
白幡神社（しらはたじんじゃ）は、千葉県千葉市中央区にある神社である。白旗神社ともいう。

## 祭神
- 誉田別尊

## 由緒
創建年代については不詳であるが、かつては結城稲荷と呼ばれ倉稲魂命を祭神としていた。治承4年（1180年）9月17日、源頼朝が亥鼻城の城主千葉常胤に人を遣わして味方するように求めた際、結城稲荷の境内に源氏の白旗をたてて奉納した。それ以降白旗大明神と称し、明治に至って白幡神社と社号を改めた。

## 文化財

宝剣発見之所碑

1956年（昭和31年）2月3日、境内から古墳時代の金銅装直刀二振りが出土した。これにより、砂丘の先端に古墳が築かれ、わりあい近いところに集落ができていた可能性が指摘されている。

## 摂末社

### 摂社

結城稲荷大明神

- 結城稲荷大明神
  - 祭神：倉稲魂命

本殿向かって右隣に鎮座する

## 所在地
- 千葉県千葉市中央区新宿1-19-4